# Vitória (stad)
Vitória is een gemeente in de Braziliaanse deelstaat Espírito Santo. De gemeente telt 322.869 inwoners (schatting 2022). Vitória is de hoofdstad van de deelstaat Espírito Santo en ligt op een klein eiland met een baai. De agglomeratie waartoe de stad behoort telt meer dan 1,6 miljoen inwoners.

## Geografie
De gemeente grenst aan Cariacica, Serra en Vila Velha.

## Economie
De economie is gebaseerd op de handel en is ook met zijn drie havens een belangrijke havenstad. De grootste van de havens is de Porto de Tubarão, een door het bedrijf Vale gerunde diepzeehaven waar jaarlijks meer dan 100 miljoen ton ijzererts wordt geëxporteerd. Alleen hiermee is de haven de grootste van Brazilië, en van Zuid-Amerika, en een van de grootste havens van de wereld naar verwerkt aantal ton cargo.

## Sport
De stad heeft verscheidene voetbalclubs, waarvan Vitória FC en Rio Branco AC de succesvolste zijn. Op nationaal niveau spelen de clubs echter geen rol van betekenis. De laatste jaren spelen ook de clubs Espírito Santo FC en Doze FC in de hoogste staatsklasse.

## Stedenbanden
Zustersteden van Vitória:
- Recife, Brazilië
- Havana, Cuba
- Mantua, Italië
- Oita, Japan
- Cascais, Portugal

## Bekende inwoners van Vitória

### Geboren
- Maria Ortiz (1603-1646), vrijheidsstrijdster
- Paulo Tovar (1923-2008), voetballer
- Paulo Mendes da Rocha (1928-2021), architect
- Agenor Gomes, "Manga" (1929-2004), voetbaldoelman
- Moyses Ferreira Alves, "Zezinho" (1930-1980), voetballer
- Nara Leão (1942-1989), zangeres
- Édson Gomes Bonifácio (1956), voetballer
- Geovani Silva (1964), voetballer
- José Loiola (1970), beachvolleyballer
- Leandro Tatu (1982), voetballer
- Alison Cerutti (1985), beachvolleyballer
- Liliane Maestrini (1987), beachvolleyballer
- João Gomes Júnior (1986), zwemmer
- Lyanco Evangelista Silveira Neves Vojnović, "Lyanco" (1997), voetballer

## Galerij

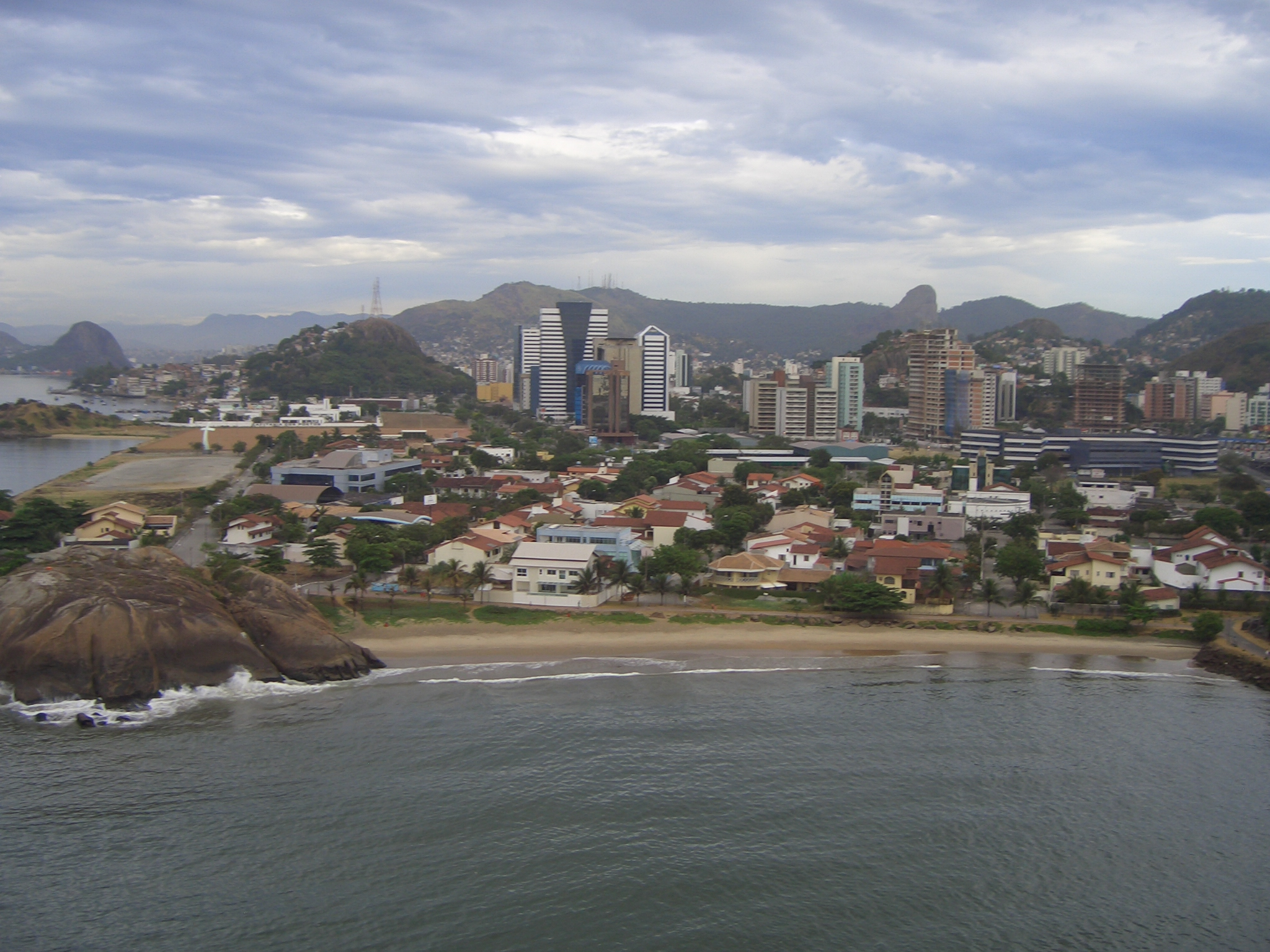
Vitória